# Koszmosz–350
A Koszmosz–350 (11F690/11Ф690) (oroszul: Космос 350) a szovjet Koszmosz műhold-sorozat tagja. Harmadik generációs Zenyit–2 (oroszul: Зенит-2) fotó-felderítő műhold.

## Küldetés
1962–1970 között, a kialakított pályasíkja mentén elsősorban fotófelderítést végzett. Fényképeit a katonai meteorológiai előrejelzéseknél is alkalmazták.

## Jellemzői
Tervezte és építette az OKB–1. Üzemeltetője a Honvédelmi Minisztérium (Министерство обороны – MO).
Megnevezései: Koszmosz–350; Космос 350; COSPAR: 1970-050A. Kódszáma: 4425.
1970. június 26-án a Bajkonuri űrrepülőtér indítóállomásról, az LC–31 (LC–Launch Complex) jelű indítóállványról egy Voszhod (11A57) hordozórakéta segítségével indították alacsony Föld körüli pályára (LEO = Low-Earth Orbit). Az orbitális egység pályája 89 perces, 51,7 fokos hajlásszögű, elliptikus pálya-perigeuma 202 kilométer, apogeuma 252 kilométer volt.
Hasznos tömege 5700 kilogramm, ember szállítására kifejlesztett űreszköz. Hasznos terében helyezték el a javított, nagyobb felbontású optikai felderítő kamerákat és az üzemeltetéshez szükséges telemetriai eszközöket. Pályasíkjának megfelelően adatokat gyűjtött az Északi-sark jéghelyzetéről, adatokat szolgáltatva az északi tenger hajózhatóságáról. Az űreszközhöz kiegészítő áramforrásként napelemet rögzítettek, éjszakai (földárnyék) energiaellátását kémiai akkumulátorok biztosították. Szolgálati élettartama maximum 12 nap.
1970. július 8-án, 12 nap (0,03 év) után földi parancsra a fotókapszula belépett a légkörbe és hagyományos – ejtőernyős leereszkedés – módon (elfogó repülőgép segítségével) visszatért a Földre.